# Јилдиз Ибрахимова
Јилдиз Ибрахимова (буг. Йълдъз Ибрахимова, Yaldaz Ibrahimova, тур. Yıldız İbrahimova; Силистра, 8. април 1952) је једна од највећих бугарских и светских вокалних уметница. Једна је од ретких певачица, у светским размерама, које се не морају определити само за један музички правац. Најпознатија је као џез певачица, по многима један од најбољих џез вокала данашњице, али је подједнако успешна и у интерпретацијама класике и етно музике, поготово са ширег подручја Балкана. Интерпретира и модерну авангарду и експериментише са електронском и компјутерском музиком.
Јилдиз има јединствен распон гласа од четири октаве, којим покрива гласовне опсеге од тенора до колоратурног сопрана и савршену вокалну технику. Има и феноменалне способности да гласом опонаша различите инструменте и звуке природе. Наступа на концертима широм света, а више пута наступала је и у Србији.
Од 1993. године живи у Турској. Ужива статус националног уметника највишег ранга и у Бугарској и у Турској.

## Биографија
Јилдиз Ибрахимова рођена је у бугарском граду Силистри 1952. године, као припадница турске мањине. Завршила је Националну музичку школу „Љубомир Пипков”, а затим дипломирала класично оперско певање на Државној музичкој академији у Софији. На позорници је дебитовала 1975. године са џез-квартетом Мариа Станчева.
Током такозваног „процеса препорода” (Възродителният процес) 80-их, што је био званичан назив политике присилне асимилације турске и других националних мањина пореклом из муслиманских земаља, Јилдиз је била приморана да промени име. У периоду између 1985. и 1990. године наступала је као Сузана Еврова. Деведесетих година име јој је враћено и од тада поново наступа као Јилдиз Ибрахимова.
Од 1993. године Јилдиз живи у Турској. Била је удата за турског политичара, бившег градоначелника Анкаре и бившег министра у турској влади, Алија Динчера (тур. Ali Dinçer). Са њим у браку има ћерку Суну, која је такође кренула музичким путем музике и студира контрабас и клавир.
Јилдиз Ибрахимова је професор џез певања на Middle East Technical University, на одсеку за музику и ликовну уметност, као и на Музичком факултет Универзитета Баскент у Анкари. Водила је различите радионице за наставнике и студенте на конзерваторијумима и у музичким школама у Француској, Немачкој, Бугарској и Турској.

## Музичка каријера
Професионалну музичку каријеру Јилдиз Ибрахимова започела је 1975. наступом са џез-квартетом Мариа Станчева. Први значајни наступ имала је као солиста Биг Бенда бугарског националног радија, са диригентом Виласом Казасјаном. Након тога наступала је са највећим именима бугарске џез сцене. У иностранству је први пут наступала 1981. године, на фестивалу у Хјустону. Прави изазов за њу била су учешћа на фестивалима у Инзбруку, Милузу и Варни, где је Јилдиз имала 90-минутни соло наступ без икакве музичке пратње.
Јилдиз не ограничава своја музичка интересовања и истраживања само на области џез музике. Учествује и на концертима експерименталне студијске музике, изводи комаде Џона Кејџа. Зашла је и у област модерне уметничке музике; комбинује руске циганске романсе са класичном музиком, балкански и турски народни мелос са џезом. Истражује дечје песме са Балкана и из других делова Европе. У Турској је проглашена џез певачицом године.
Учествовала је на турнејама у преко 40 земаља у Европи, Северној Америци, Азији и Африци, укључујући Сједињене Америчке Државе, Мексико, Кореју, Јапан, Шпанију, Француску, Немачку, Италију, Мађарску, Турску, Холандију, Швајцарску, Аустрију, Чешку, Словачк, Русију, Србију, Македонију, Словенију, Хрватску, Молдавију, Јерменију, Украјину, Алжир, Јужну Африку, Тунис, Кипар, Израел и друге. Имала је веома успешне пројекте са симфонијским и џез оркестрима из Софије, Измира, Истанбула, Петерсбурга. Наступала је 2015. на Нишвилу, са биг бендом Турског ратног ваздуплоховства „Орлови џеза” (тур. Cazin Kartallari), који је једна је од најзначајнихих џез формација у Турској. У Србији је ова певачица наступала неколико пута, укључујући и Нишвил давне 1996. године.
Глас Јилдиз Ибрахимове може се чути и у многим позоришним представама, филмовима, као и у цртаним филмовима и документарцима.

### Награде и признања
Јидриз Ибрахимова је многих награда за џез, класичну и етно музику Бугарској и Турској, као и на иностраним фестивалима.
- Године 1998. добила је награду „Баларт” за најбољи допринос Балкана светској уметности
- Исте године добила је и награду „Најбољи џез вокал године” турског магазина Џез.
- Године 2002. године, у Јоханезбургу у Јужној Африци, била је специјални амбасадор Уједињених нација, са концертом на којем су Бугарска и Турска представиле Светски самит о животној средини и друштвеном развоју.
- Године 2003. Освојила је награду „Најбољи музичар године” Савеза бугарских музичара.
- Добила је награду „Најбољим перформанс 2009” и „Најбољи допринос џезу 2009” на 26. међународном џез фестивалу у Нишу.
- Почетком 2010. добила је почасно звање „Амбасадор за културу и уметност 2009”.[9]

## Дискографија
- Турски Народни Песни - Турске народне песме (Балкантон, 1979)
- Naissus Jazz-81 (Discos, 1981)
- Джаз и още нещо - Џез и још нешто (Балкантон, 1987)
- Момичето с прекрасните очи - Девојка са прекрасним очима (Балкантон, 1987)
- Илюзия за вечност - Илузија вечности (Балкантон, 1990)
- Paris - Zagreb (CD-DEUX Z, 1991)
- Илюзия за вечност - Илузија вечности (Балкантон, 1992)
- Трудният път до свободата - Тежак пут до слободе (AVA Records, 1992)
- Ișığın Sesi - Глас дуге (Raks Music, 1995)
- Balkanatolia - Балканатолија (Raks Music, 1997)
- Chamber Music Life - Живот камерне музике (Pannon Classic, 1997)
- Marcanja e Romeskere Gilya - Марџанџа, Песме Цигана (Universal Music, 1999)
- Marcanja - Songs of the Gypsy - Марџанџа, Песме Цигана (Virginia Records - Universal Music, 2000)
- Çocukça Șarkılar - Песме за децу, (Boyut, 2003)
- Песни за малки и големи - Песме за мале и велике (Virginia Records - Universal Music, 2003)
- 30 Години На Сцената - 30 година на сцени (Virginia Records, 2005)
- Back to my Love - Повратак мојој љубави (Virginia Records, 2009)
- Annemden Rumeli Türküleri - Balkanatolia II - Румели народне песме моје мајке - Балканатолија II (Türküleri-Kalan, 2011)[10]